# Tantolunden

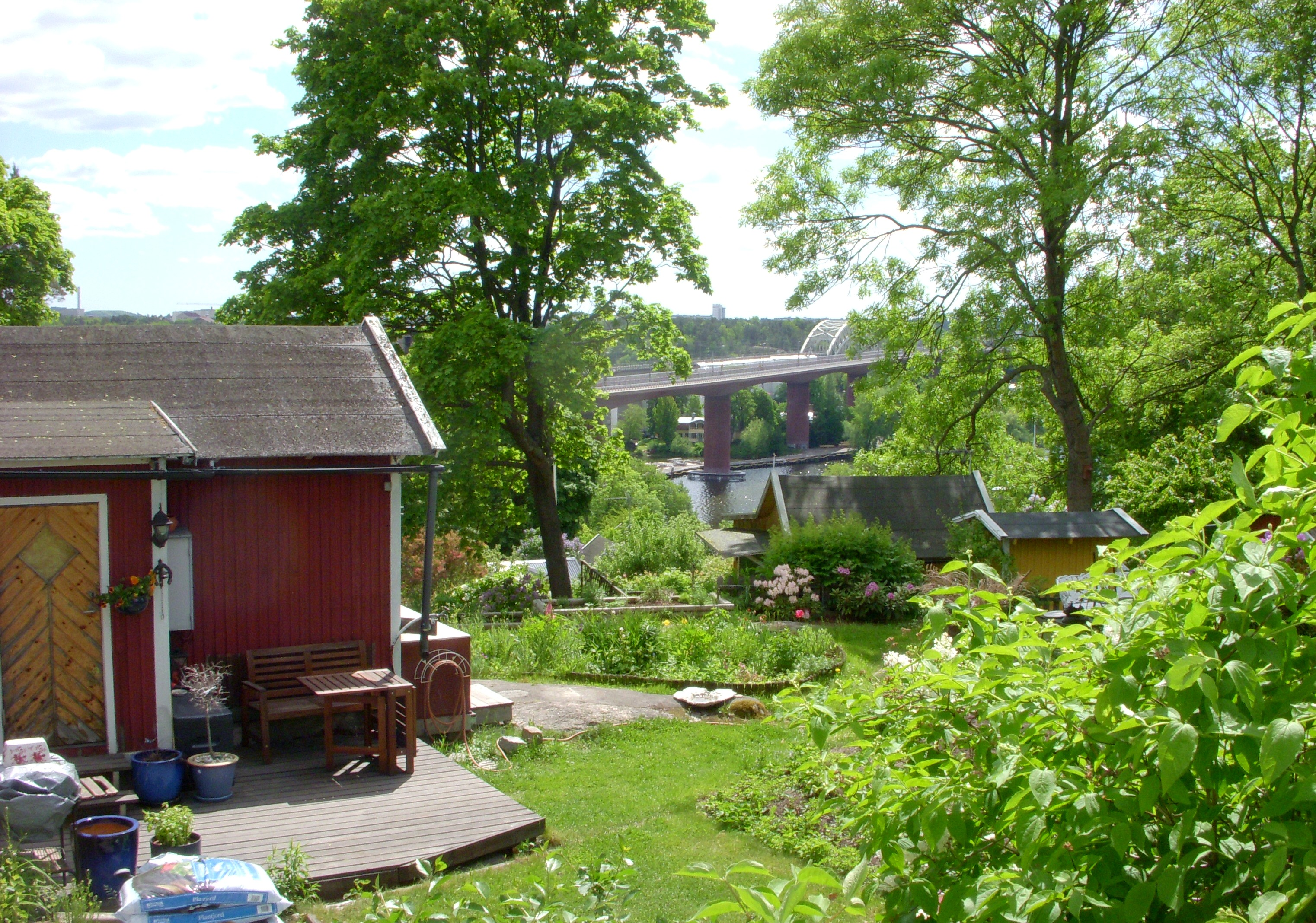
Tantolundens kolonistugeområde med Årstabron i bakgrunden

Tantolunden är en park och ett koloniträdgårdsområde i Tantoområdet på Södermalm i Stockholm. Området avgränsas av järnvägen i syd, Ringvägen i öst, Drakenbergsområdet i nord och av Årstaviken i sydväst. Tantolunden är ett av de största parkområdena i Stockholms innerstad.

## Parken

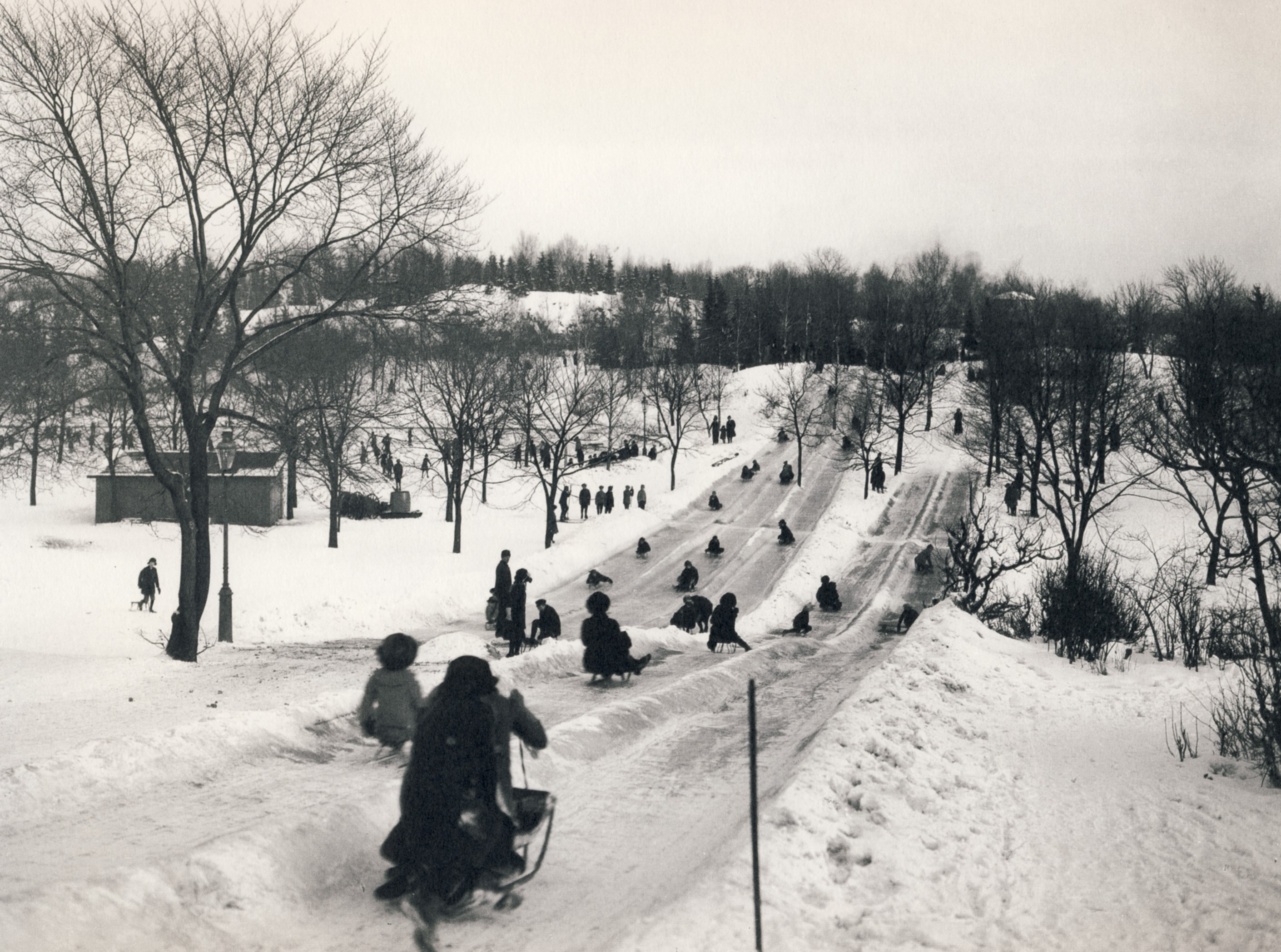
Kälkbanor i Tantolunden vintern 1917.

Tantolunden är en av parkerna som skapades under Stockholms första stadsträdgårdsmästare, Alfred Medin. 1885 anslogs medel att påbörja arbetet i det bergiga området väster om Ringvägen. Området fick namnet Tantolunden, efter en stor egendom Tanto, som funnits här.  
Medins plan för Tantolunden är ett snirklande system av gångar och promenadvägar som leder i cirklar upp till parkens högsta punkt som utformades till en rondell med sittbänkar. Gestaltningen var typisk för tiden med romantiken som grundidé. Folk skulle finklädda lustvandra under grönskande träd.
På höjden fanns en gammal soptipp som breddes ut och byggdes på samt täcktes med fyllnadsmassor och matjord. 1896 planterades de första träden. Att man använde bland annat sopor som fyllnadsmaterial visade sig snart ha varit mindre välbetänkt, eftersom jorden snabbt torkade ut sommartid. Genom att föra på mera matjord hoppades man få grepp om problemet. Anläggningsarbetena fortsatte fram till 1899, då ansåg man att parken var färdig. 1906 anordnades en lekplats i parkens västra del.
I sluttningen ner mot Årstaviken låg en gång en omtyckt friluftsteater: Tantolundens friluftsteater. Här spelades fram till 1961 teater, bland annat Söderkåkar. Mitt i parken finns Tantolundens bollplan och i parkens östra del finns liten musikpaviljong med några sittbänkar framför. Paviljongen byggdes och skänktes 1988 till Stockholms stad av miljö- och kulturföreningen "Tantofolket". I samband med filmprojektet "En annan skylt" 2009 fick den namnet Narvapaviljongen och en nyskapad historisk bakgrund.
Längst ut i öster intill järnvägen, nära Ringvägen ligger Ekermanska malmgården. Intill låg tidigare Tantogården som brann 2009. Tantoområdets högsta höjd består av berghällar och några äldre stridsvärn (se nedan).

### Bilder från parken

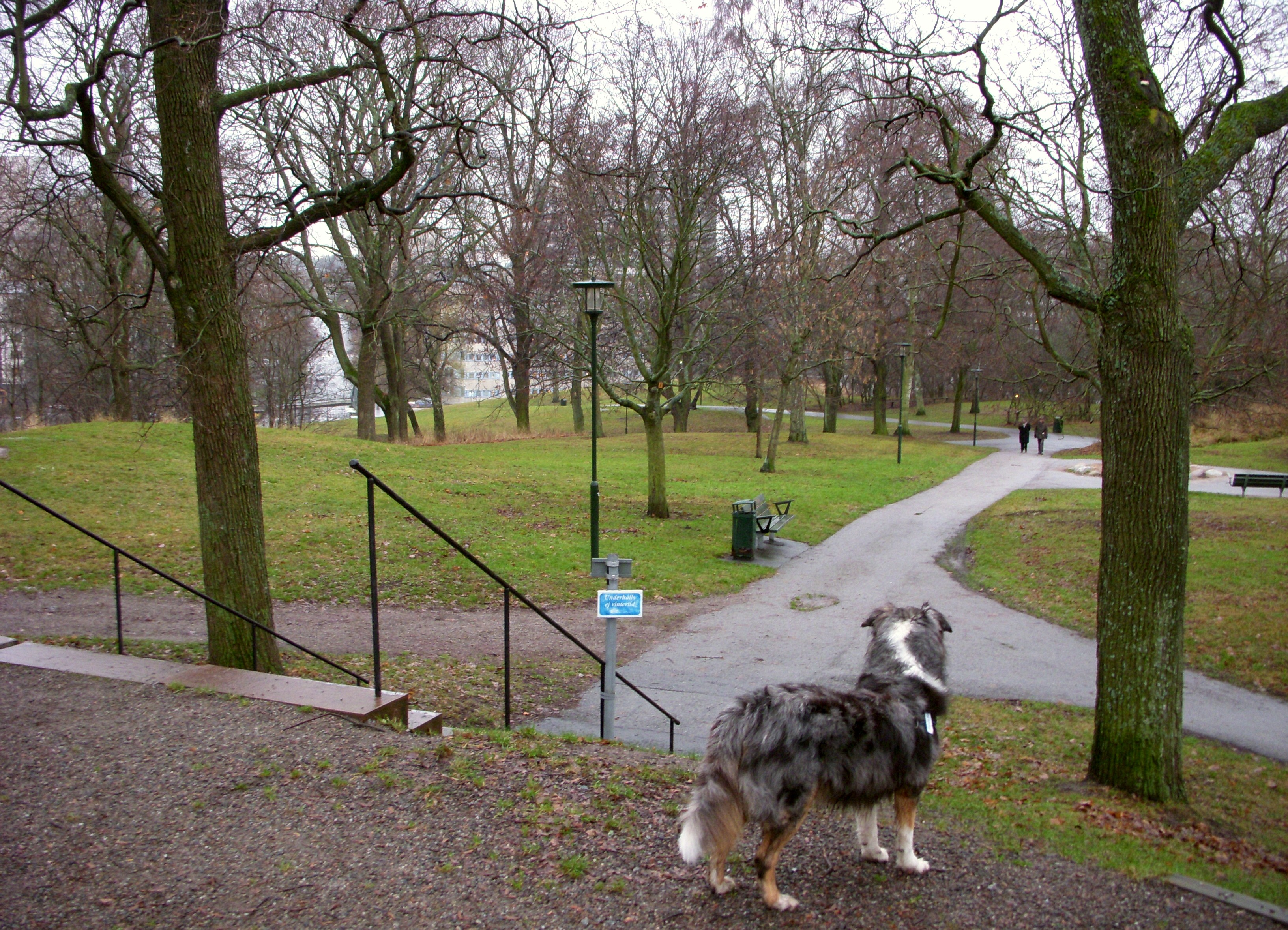
Tantolundens park.
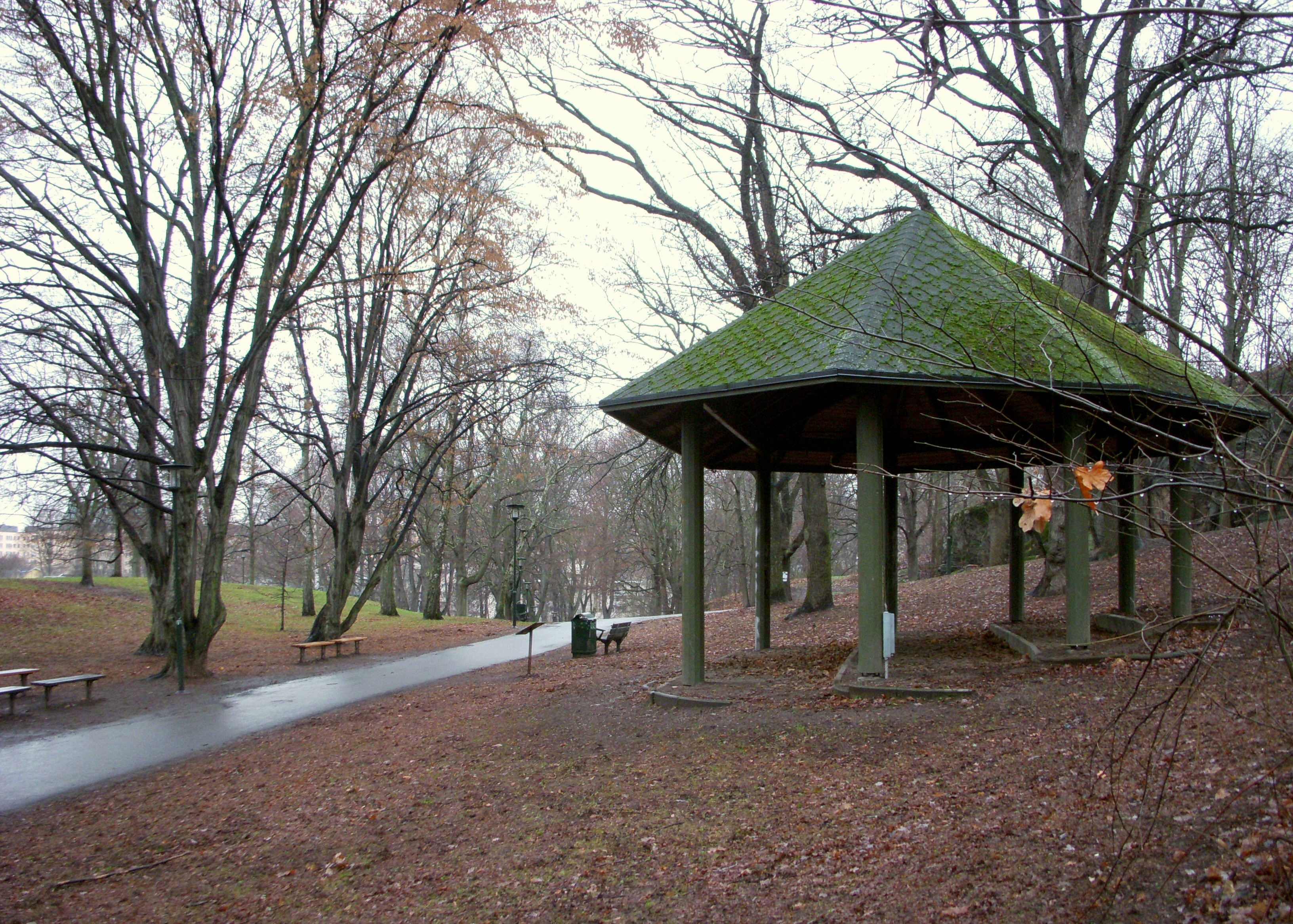
Musikpaviljongen.
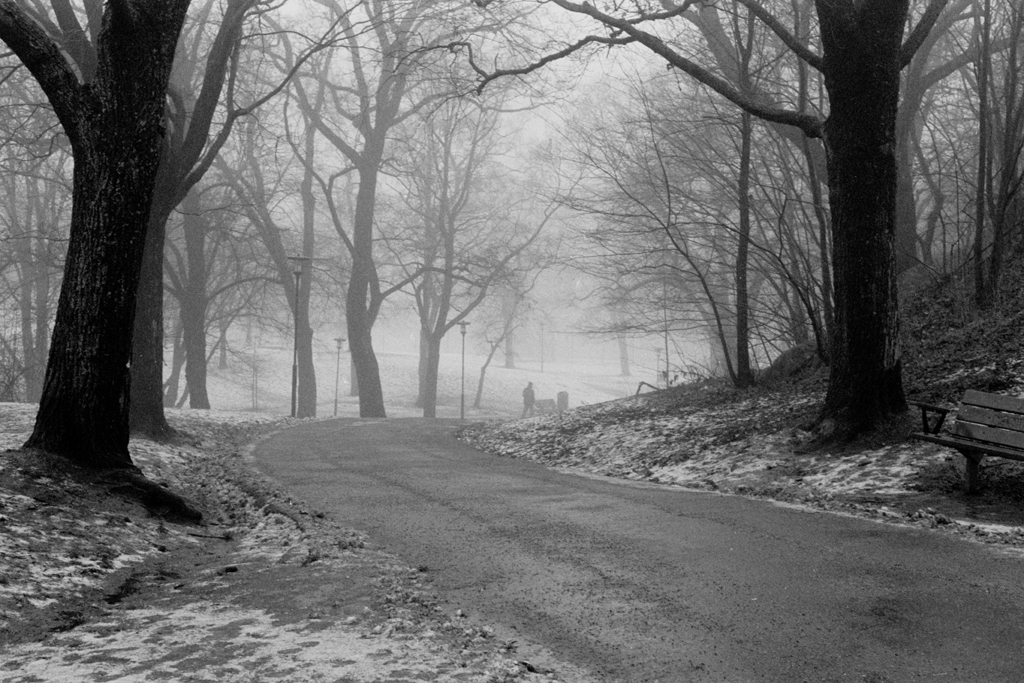
Tantolundens park.
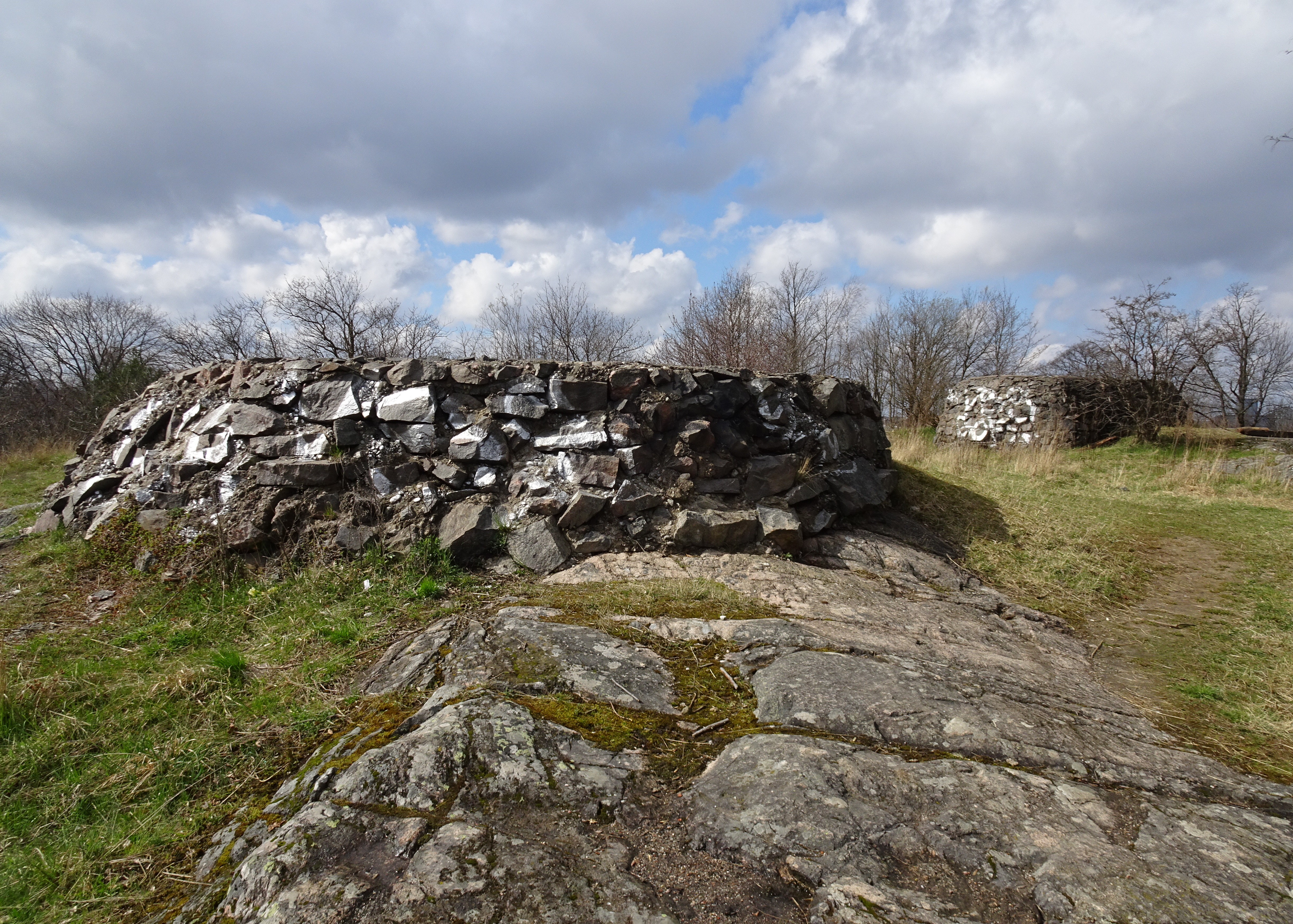
Tantolundens luftvärnsställning

## Koloniområdet
Den sydvästra sluttningen ner mot Årstaviken bebyggdes på 1920-talet med kolonistugor och heter numera Koloniområde Norra Tantolunden, Koloniområde Södra Tantolunden och Koloniområde Tanto Mindre. För att lindra livsmedelsbristen under första världskrigets nödår upplät Stockholms stad Tantoområdet till enskilda odlare. Många av dem arbetade vid sockerbruket i grannskapet. Placeringen i södersluttningen mer mot Årstaviken lovade goda odlingsresultat. Den branta terrängen krävde dock att man var tvungen att anlägga stödmurar och bygga terrasser.
Skansens koloniträdgårdars två kolonistugor flyttades 1997 från Södra Tantolunden till Skansen. De representerar 1920-talet respektive 1940-talet. Båda skänktes av Tantolundens koloniträdgårdsförening till museet och båda är tidstypiskt inredda.

### Bilder övrigt

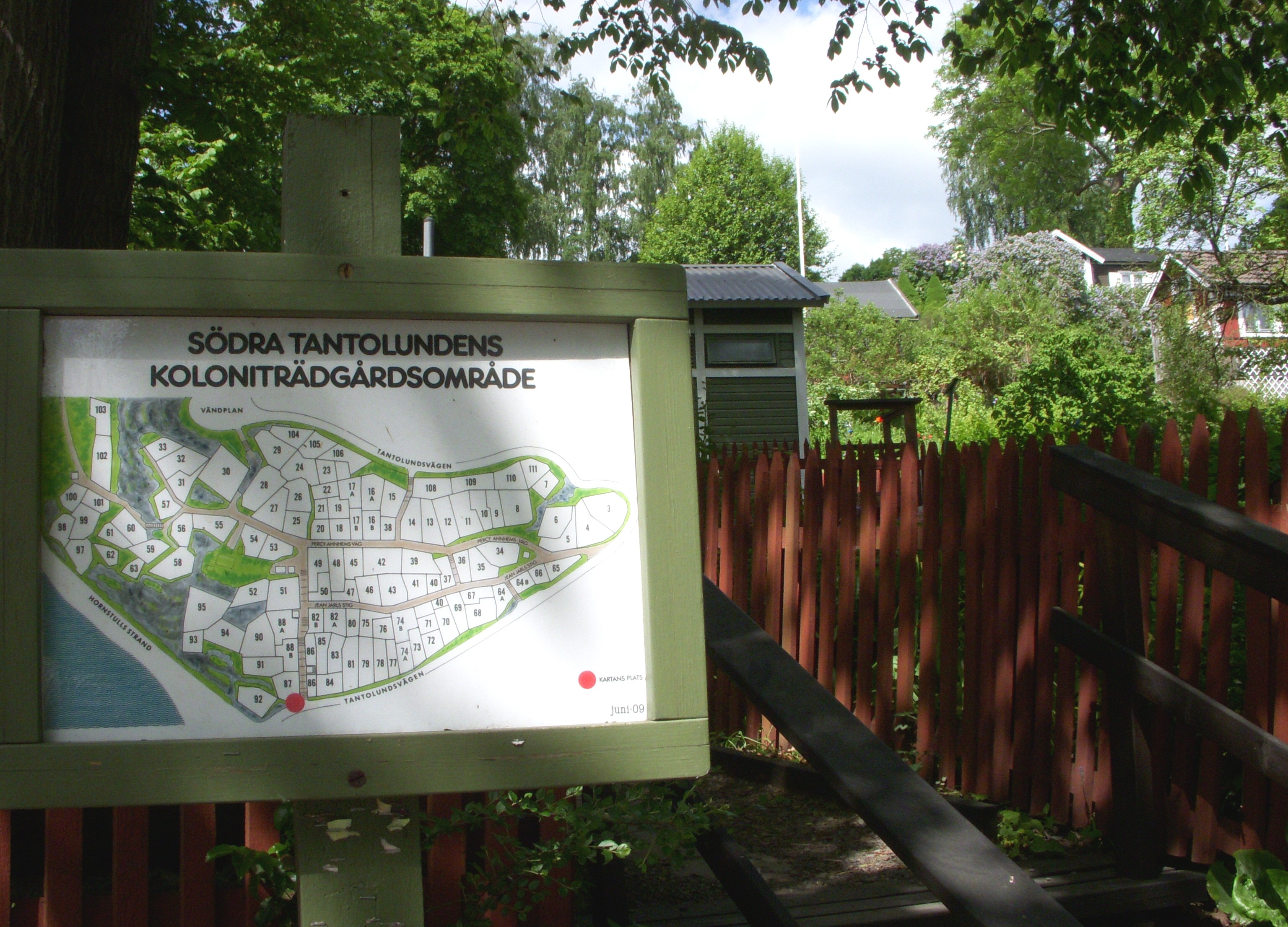
Södra Tantolunden.
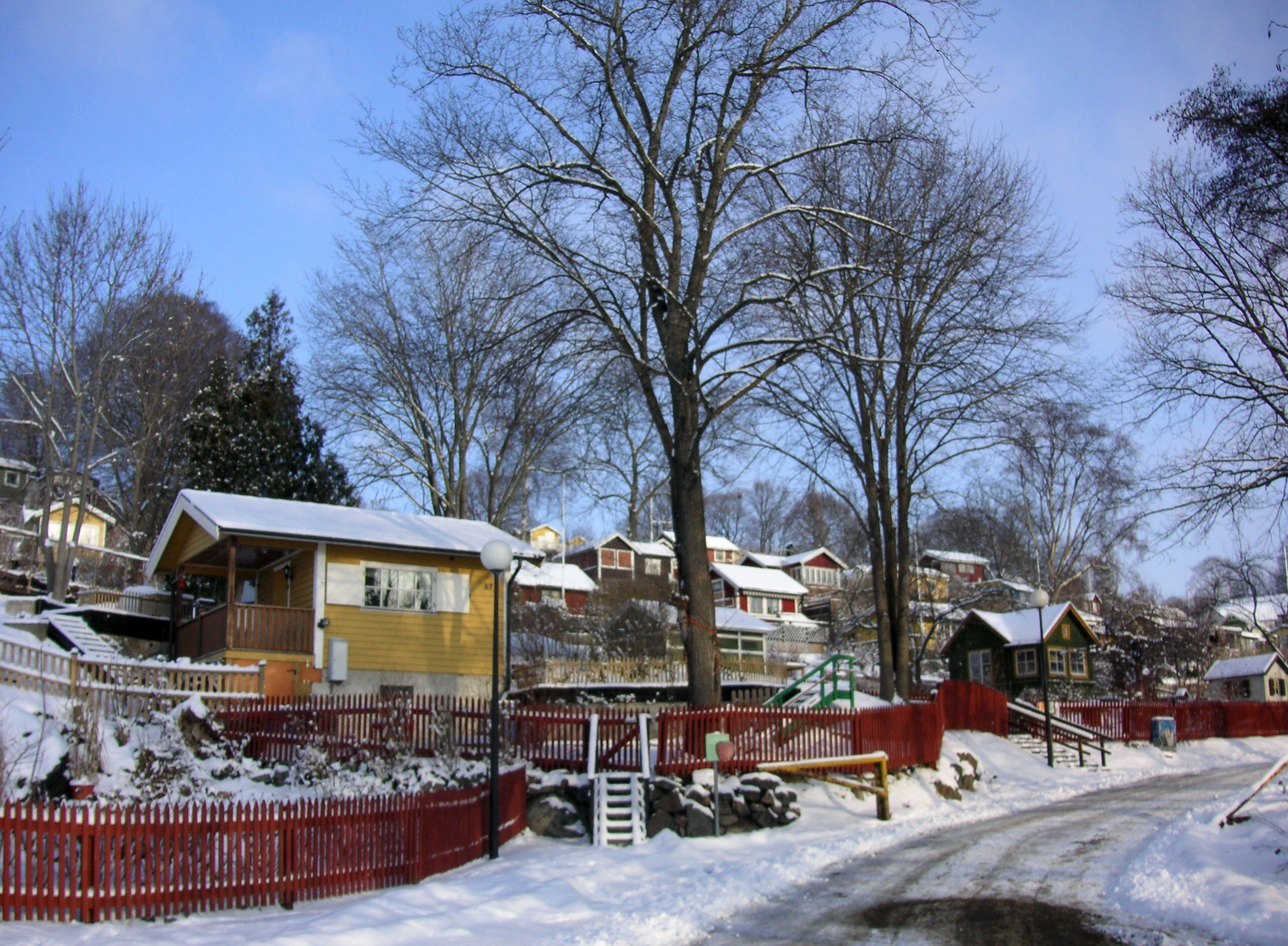
Koloniområdet på vintern 2006.
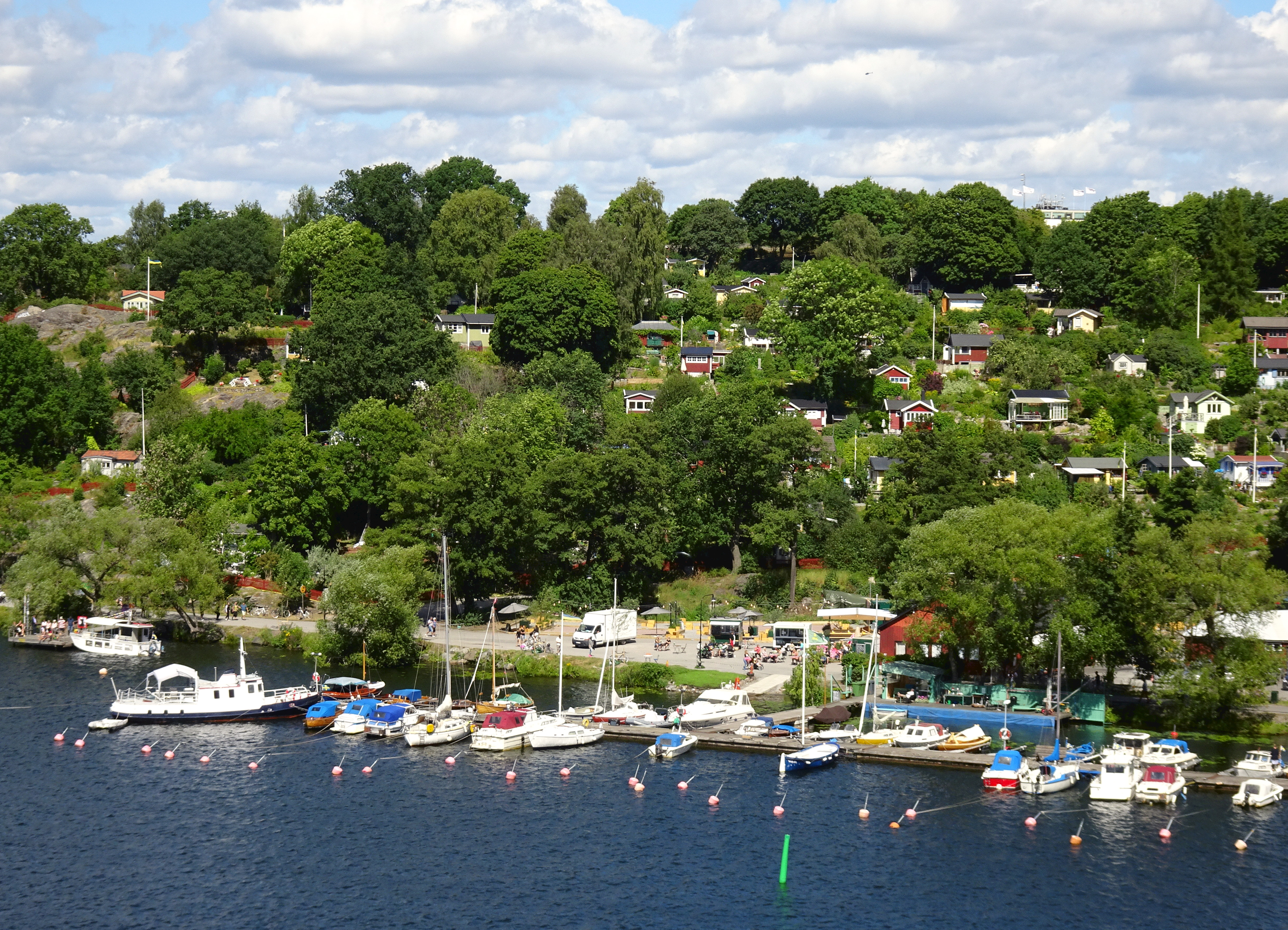
Koloniområdet på sommaren 2016.
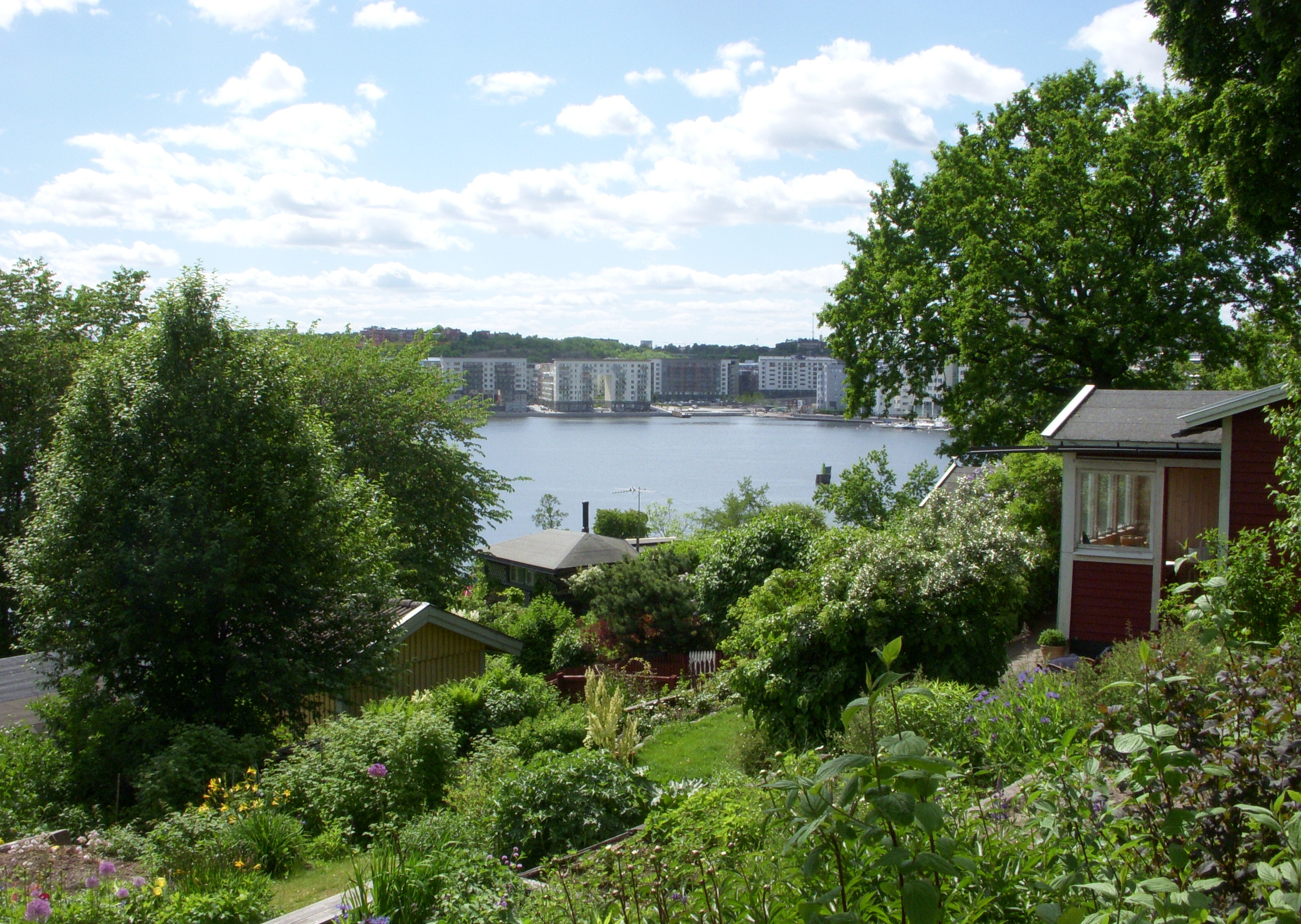
Koloniområdet på sommaren 2010.
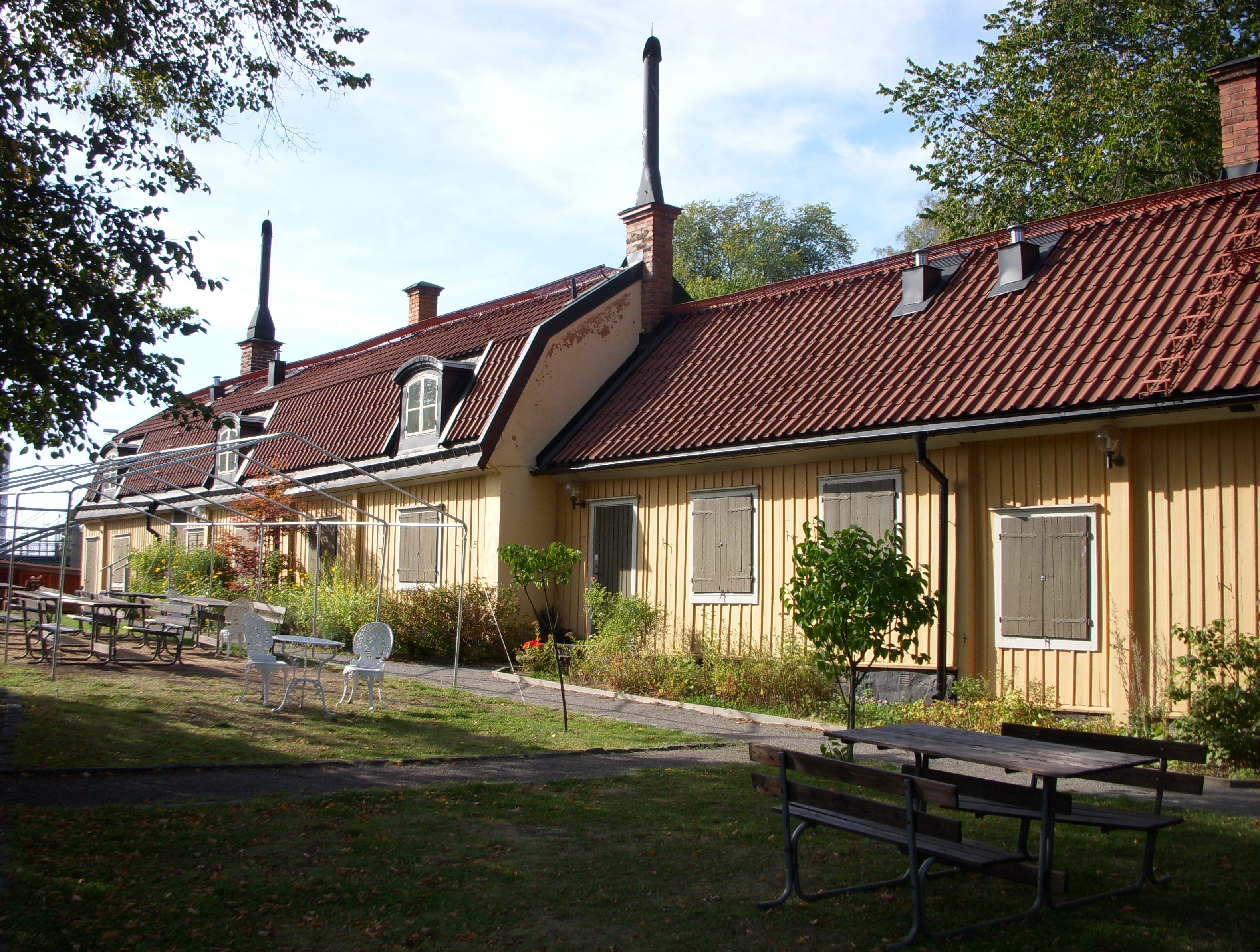
Ekermanska malmgården.

## Tantolundens luftvärnsställning

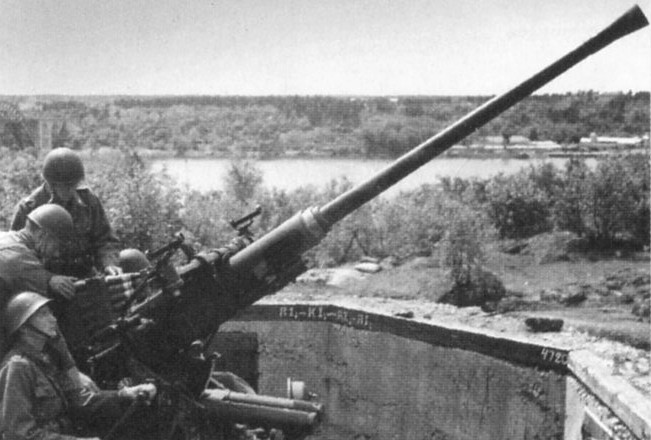
Tantolundens luftvärnsbatteri med en 40 mm luftvärnsautomatkanon. I bakgrunden syns Årstaviken, 1940-tal.

Tantolundens luftvärnsställning var belägen på höjden cirka 300 meter väster om parken Tantolunden och direkt ovanför Tantolundens koloniträdgårdsområde. Anläggningen bestod av skyttevärn och pjäsvärn och kunde bemannas med 47 man under beredskapsåren 1939 till 1945. Huvuduppgiften för Tantolundens luftvärnsställning var att försvara Årstabron och Liljeholmsbron. Idag (2011) finns fyra tydliga pjäsplatser kvar medan resten har rivits eller plomberats (d.v.s. förseglats permanent). 

## Katarina Taikon
På Tantogatan 26 under Årstabron låg ett stort hus som från 1945 hyrdes ut av kommunen till ett antal romska familjer. Här bodde då bland andra Katarina Taikon (som även fått ett gångstråk i Tanto uppkallat efter sig, Katarina Taikons gång). Huset, som var från slutet av 1800-talet och tillhörde Molitors malmgård, revs i mitten av 50-talet. Katarina Taikons böcker om Katitzi utspelar sig här, liksom Fred Taikons böcker om Barnen på Tanto.